# 土居通芳
土居 通芳（どい みちよし、1926年12月9日 - 1975年3月16日）は、日本の映画監督、脚本家である。脚本執筆時のペンネームは北 一郎（きた いちろう）。シャンソン歌手の石井好子は義姉（土居の兄の妻）。仲間内からはツーホーさんの愛称で親しまれた。

## 人物・来歴
1926年（大正15年）12月9日、東京に生まれる。
1948年（昭和23年）、上智大学経済学部を卒業後、新東宝に入社、助監督となる。おもに阿部豊、渡辺邦男に師事し、1954年（昭和29年）チーフ助監督となるかたわら、脚本も執筆する。
1958年（昭和33年）、監督に昇進、高倉みゆき主演の『不如帰』で映画監督としてデビューする。土居は大蔵貢社長の大のお気に入り監督で、デビュー作でいきなりカラー・シネスコ大作の担当となった。その後も土居と高倉のコンビ作が多作され、周囲にはやっかみの声もあったという。土居と親しかったという赤坂長義は、土居は「天才的に世渡りがウマイです」と語っている。新東宝では12本を監督した。
1962年（昭和37年）、『嫉妬』を監督した後、テレビ映画に参入した。
1973年（昭和48年）に砂塚秀夫企画・製作・主演の映画『毘沙門天慕情』を監督し、東宝配給で公開されたのが、劇場用映画の最後の作品となった。
1975年（昭和50年）3月16日、死去した。満48歳没。義姉の石井好子によれば病床で「次は空海を撮りたい」と語っていたという。当初葬儀は身内だけで慎ましく行う予定だったが、実際は葬儀委員長に三船敏郎、友人総代・萬屋錦之介、司会・桂小金治という顔ぶれが並び、故人の人望が偲ばれる盛大な葬儀になったという。遺作は、死の約1ヶ月後に放送されたテレビ時代劇『破れ傘刀舟悪人狩り』（NET系）第30話「ささやいた死美人」。
夫人は新東宝の女優(第三期スターレット)だった芝田良子。

## フィルモグラフィ
特筆以外すべて監督

### 新東宝時代
- 日本敗れず 監督阿部豊（1954年）- 助監督
- 息子一人に嫁八人 監督志村敏夫（1955年）- 助監督
- 軍神山本元帥と連合艦隊 監督志村敏夫（1956年）- 助監督
- 美男をめぐる十人の女 監督曲谷守平（1956年）- 助監督
- 波止場の王者 監督内川清一郎（1956年）- 脚色
- 警察官 監督並木鏡太郎（1957年）- 助監督
- 日米花嫁花婿取替合戦 監督曲谷守平（1957年）- 助監督
- 白蝋城の妖鬼 監督曲谷守平（1957年）- 助監督
- 妖蛇荘の魔王 Yojaso no maō  監督曲谷守平（富士映画　1957年）- 脚本・助監督
- 金語楼の成金王 監督曲谷守平（1957年）- 助監督
- 不如帰（1958年）
- 重臣と青年将校 陸海軍流血史 （1958年）
- 汚れた肉体聖女 Yogoreta Nikutai Seijo （1958年）
- 貞操の嵐 （1959年）- 監督・脚色
- 嵐に立つ王女 （1959年）- 監督・脚本
- 婦系図 湯島に散る花 （1959年）
- 日本ロマンス旅行（1959年）
- 女間諜暁の挑戦（1959年）
- 爆弾を抱く女怪盗（1960年） - 監督・脚本
- 黒い乳房（1960年）
- 男の世界だ（1960年）
- 地平線がぎらぎらっ（1961年）- 監督・脚色
- 恋愛ズバリ講座 第一話 吝嗇 監督三輪彰（1961年）- 構成

### 1960年代
- 嫉妬 新東宝製作　大映系で公開、1962年
- 国際捜査指令 （1962年）
- これが法律だ （1962年）
- 球形の荒野 （1963年）
- 赤いダイヤ （1963年）
- ドブネズミ色の街 監督深町幸男、（1963年）- 脚本
- 無法松の一生 （1964年）
- 戦国群盗伝 （1964年 - 1965年）
- 暴力の港 虎と狼 日本電映（1965年）
- ド根性大将』 （日本電映　1966年）
- そっくり大逆転 （松竹大船撮影所　1966年）
- 土曜日の虎 （1966年）
- 青雲五人の男 （1966年）
- 大番頭小番頭 （松竹大船撮影所　1967年）
- 剣 （1967年）
  - 第3回「刀狩り」 （1967年）
  - 第4回「大阪夏の陣」 （1967年）
  - 第10回「鷺と鳥』 （1967年）
  - 第14回「天一坊と伊賀亮」 （1967年）
  - 第22回「大もの小もの」 （1967年）
  - 第24回「吉良の用心棒」 （1967年）
  - 第30回「夏すぎて」 （1967年）
- 喜劇 夫婦善哉 （松竹大船撮影所　1968年）
- 男の挑戦 （松竹大船撮影所　1968年）
- 艶説 明治邪教伝 テアトルプロダクション  （日活　1968年）
- カツドウ屋一代 （1968年）
- 日本剣客伝 （1968年）
  - 第2話「小野次郎左衛門」（1968年）
  - 第6話「堀部安兵衛」（1968年）
- キイハンター　第8話「影なき狙撃者」（1968年、TBS）−監督
- 東京バイパス指令 （1968年 - 1970年）
- "人妻"より 夜の掟 ニューセンチュリー映画 （日活　1969年）
- 絢爛たる復讐 （1969年）
- 鬼平犯科帳 第1期（1969年 - 1970年）

### 1970年代
- 日本怪談劇場　（1970年）
  - 怪談蚊喰鳥　（1970年）
  - 怪談宵宮雨 （1970年）
  - 怪談雪女』（1970年）
- 大忠臣蔵 （1971年）- 監督・脚本
- ワン・ツウ・アタック!（1971年）
- 弥次喜多隠密道中　（1971年 - 1972年）
- さすらいの狼 （1972年）
- 荒野の素浪人第2期、（1972年）
- 毘沙門天慕情 砂塚企画 （東宝　1973年）
- 長谷川伸シリーズ　（1972年 - 1973年）
  - 関の弥太っぺ　前編・後編  （1973年）
  - 直八子供旅 （1973年）
- 『荒野の用心棒』 （1973年）
- 子連れ狼 第1期（第12話：鹿追い）、第2期、（1973年−1974年）
- 破れ傘刀舟悪人狩り （1974年 - 1977年） - 監督・脚本・原案協力

## 註
1. ↑  「連載ドキュメント「幻の新東宝・大蔵時代」」『映画芸術』no.330 10月号、映画芸術新社、9-15、62頁。
2. ↑  物故会員名簿土居通芳、日本映画監督協会、2009年9月14日閲覧。
3. ↑  土居通芳 日外アソシエーツ「20世紀日本人名事典」コトバンク 2018年8月16日閲覧。
4. ↑  『幻の怪談映画を追って』（洋泉社）
5. ↑  映画芸術 1979, p. 66
6. ↑  映画芸術 1979, pp. 60, 62